# 工团主义

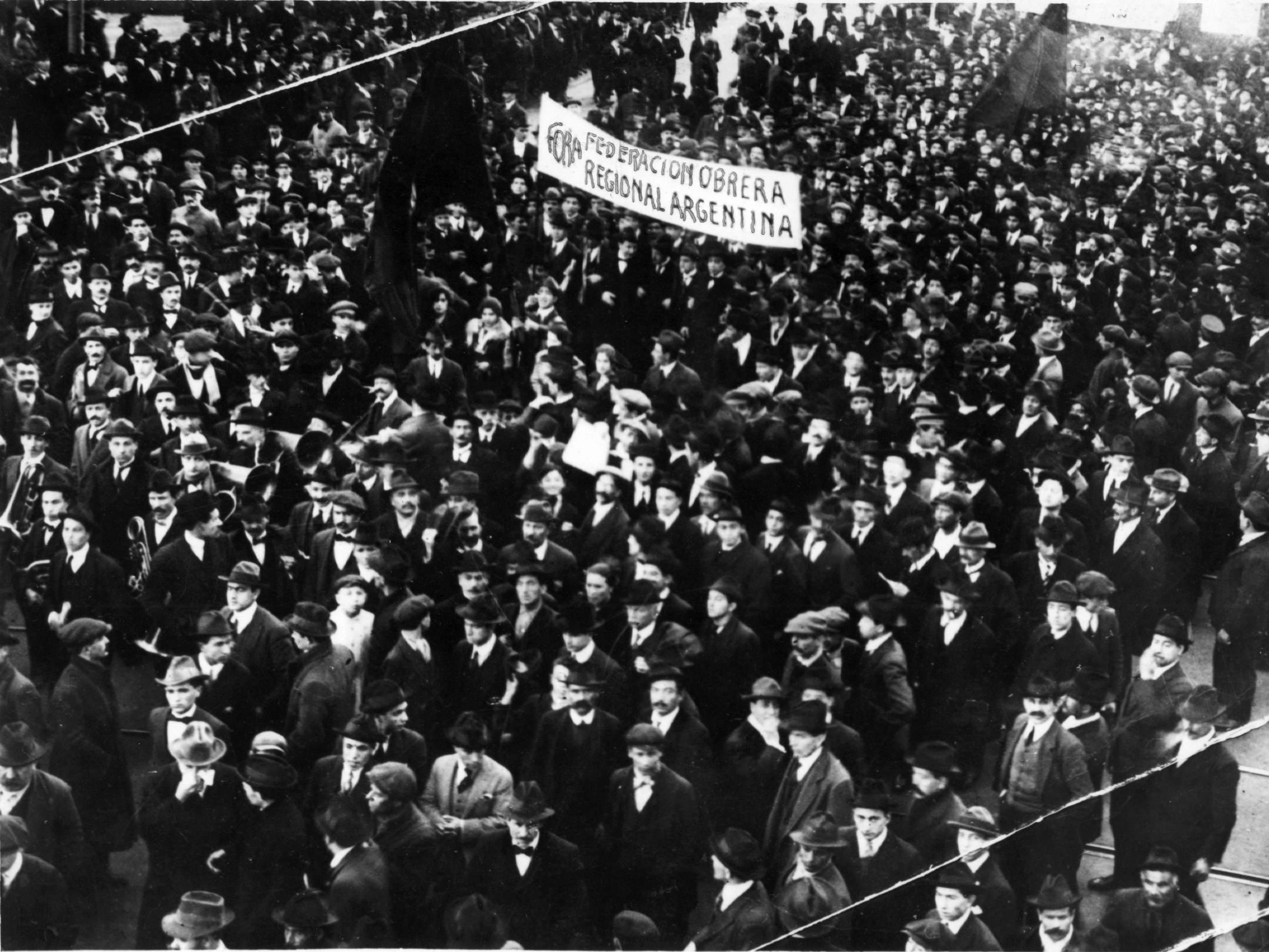
阿根廷联合工团于1915年举行的示威游行

工團主義（英語：syndicalism），又译辛迪加主义，是一種以勞工運動為主導的社會主義，旨在工人階級團結起來組織工會，通过纯粹的工人組織以及罷工来推翻资本主义和国家，以使企业由資本家主導變成由工人主導。工團主義不同于工聯主義（unionism）：前者主張推翻資本主義，後者又称（一般的）工會主義（Trade Unionism）、提倡勞資利益協調、不主張推翻資本主義。
工團主義不是通過理論或系統闡述的意識形態來實現的，而是強調行動本身。英國工團主義者湯姆·曼宣稱“工會的目標是發動階級戰爭”。這場階級戰爭不僅僅是為了獲得工資和工時上的讓步，更在於發動革命並推翻資本主義。
被当今历史学家承认的重要的工团主义组织有：法国总工会，西班牙的全國勞工聯盟，意大利工团主义联盟，德国自由工人联盟，阿根廷地区工人联合会，不把自己看做工团主义组织的世界产业工人联盟，爱尔兰运输工人总工会和加拿大的一个大工会。
大部分工团组织始终与国际工人协会保持着良好的关系，但其中很多工团组织没有加入2018年成立的国际劳工联合会。
工團主義主张让各自领域的专家与工人代表共同来进行谈判并管理经济。工團也主張通過以政治運動與謀略來實現這種模式。